# Kindled Courage
Kindled Courage er en amerikansk stumfilm fra 1923 af William Worthington.

## Medvirkende
- Hoot Gibson som Andy Walker
- Beatrice Burnham som Betty Paxton
- Harold Goodwin som Hugh Paxton
- Harry Tenbrook som Sid Garrett
- J. Gordon Russell
- Russ Powell